# نوویکوو (سرزمین آلتای)
نوویکوو (به لاتین: Novikovo) یک منطقهٔ مسکونی در روسیه است که در سرزمین آلتای واقع شده‌است.